# Coliseo Bicentenario Alejandro Galvis Ramírez
El Coliseo Bicentenario Alejandro Galvis Ramírez (o simplemente Coliseo Bicentenario) es un escenario deportivo ubicado en la ciudad colombiana de Bucaramanga. Fue construido e inaugurado en el año 2011 para que fuese una de las sedes del mundial de fútbol de salón que se desarrolló ese año en Colombia. Es uno de los escenarios más importantes de la Villa Olímpica Hermán Aceros, junto al Estadio Américo Montanini y el Coliseo Vicente Díaz Romero, y cuenta con un aforo de 7000 espectadores.
En este escenario se efectúan compromisos de fútbol sala y microfútbol; fue sede del equipo Bucaramanga FSC, el cual participó hasta el año 2013 en el torneo profesional de microfútbol colombiano. En la actualidad es la sede del equipo Real Bucaramanga que juega la Liga Colombiana de Fútbol Sala, aunque solo lo usa para partidos importantes debido a su alto costo para solicitarlo prestado a la ciudad.

## Acontecimientos
Fue una de las sedes del Campeonato Mundial de futsal de la AMF 2011, siendo sede del partido inaugural del torneo entre las selecciones de Brasil y Argentina. Fue adaptado en 2012 para ser sede del Campeonato Mundial de Hockey sobre patines en línea, el cual se realizaba por primera vez en Latinoamérica. Por último, fue escogido por la FIFA como una de las sedes para albergar la Copa Mundial de Fútbol Sala 2016, evento que vería por última vez al mejor jugador de la historia del fútbol sala; el brasileño Falcao, siendo justamente en este escenario donde jugaría el último partido de su carrera con la canarinha en un mundial. De esta manera, se convierte en el primer y único coliseo de Colombia en haber sido sede de los dos campeonatos mundiales de futsal existentes en la categoría mayores masculina (versiones AMF y FIFA). También es escenario habitual para eventos culturales y conciertos, el cual ha acogido artistas destacados como Andrés López, Paloma San Basilio, Leo Dan, Galy Galiano, Andrés Calamaro y Karol Sevilla, entre otros.